# Ouled Chamekh
Ouled Chamekh o Aouled Echamekh (àrab: أولاد الشامخ, Awlād ax-Xāmiẖ) és una ciutat de Tunísia, al nord-oest de la governació de Mahdia, uns 80 km a l'oest de la ciutat Mahdia per carretera. És a la vora de la llacuna salada o sabkha de Sidi El Hani i és capçalera d'una delegació que abraça tot el terreny ocupat per la sabkha, i el territori agrícola cap a l'oest i el sud de la llacuna, fins a la vila d'Essamra, propera a la sabkha Chrita, que ja pertany a la delegació de Hbira. A uns 14 km al nord-oest passa la via del ferrocarril. La delegació té 23.560 habitants (2004), dels quals més de 5.000 viuen a la ciutat.

## Administració
És el centre de la delegació o mutamadiyya homònima, amb codi geogràfic 33 53 (ISO 3166-2:TN-12), dividida en vuit sectors o imades:
- Ouled Chamekh Sud (33 53 51)
- Ouled Chamekh Sud Nord (33 53 52)
- Ouled Amor (33 53 53)
- Chehimet Nord (33 53 54)
- El Ajilet (33 53 55)
- Es-Somra (33 53 56)
- Bou Slim (33 53 57)
- Meharza Nord (33 53 58)

Al mateix temps, forma una municipalitat o baladiyya (codi geogràfic 33 14).